# Деяна Николовска
Деяна Николовска (на македонска литературна норма: Дејана Николовска) е северномакедонска режисьорка.

## Биография
Родена е в 1981 година в Скопие, тогава в Социалистическа република Македония, днес в Северна Македония. Завършва режисура в Руската академия за театрално изкуство в Москва, в класа на Леонид Хеифец. В 2003 година поставя пиесата „Семейни истории“ на Биляна Сърблянович, която печели наградата за най-добър режисьор сред студентски спектакли в Русия. Режисира множество театрални постановки, както и работи по филми и комерсиални проекти. Сред по-известните ѝ работи в телевизията е телевизионният сериал „Именият ден на Татяна“, който се излъчва по Първи канал на Руската национална телевизия.